# 大戦略
大戦略（だいせんりゃく、英: Grand strategy）とは、国家目的を達成するためにあらゆる国力を効果的に運用する戦略である。国家戦略 （National strategy）、全体戦略 （Total strategy）、統合戦略（Joint strategy）とも言う。

## 概要
大戦略は国家目的を遂行する最高位の観点から、平戦両時に政治的・軍事的・経済的・心理的な国力を効果的に運用する統一的・総合的・全般的な戦略である。すべての戦略の問題と同様に、大戦略において考慮されるのは目標と手段の関係、すなわち国力と国益の関係の問題であり、どのように国力を適用すれば国益を実現することができるのかが重要な課題である。だからこそ、大戦略では軍事的手段だけでなく国政術（statecraft）で扱うような非軍事的手段をも研究の対象とし、政治的、経済的、社会的な次元についても考察する。このことが大戦略の複雑性と理解の困難を増大させている。大戦略が想定している事態は複合的であり、その領域は広範囲である。しかも大戦略は独立して作動するのではなく、複数の行為主体の大戦略が相互に影響し合って機能するためである。
この概念の提唱者であるベイジル・リデル＝ハートは総力戦の様相を呈した第二次世界大戦を踏まえながら、大戦略が国民の全ての資源を協調させ、また方向付けること、もしくは国民と根本的な政策によって定義された目標を結びつけることであるとして捉えている。リデル・ハートが強調していることは、戦略家が戦争の勝利だけを徹底することが戦後の平和にとって逆効果をもたらしうるということにあった。だからこそ、軍事戦略の上位概念として大戦略を位置づけることにより、戦争をより戦略的に遂行することができると考えた。このような大戦略の概念は核兵器を背景とする冷戦構造の下で抑止(detterence)を中心とする概念へと発展していった。大戦略という用語はより非軍事的な側面を強調した国家安全保障戦略（national security strategy）や国家戦略（national strategy）とも呼ばれるようになる。

## 原理

### 戦略目標
大戦略において第一に問題となるのは目的であり、これがあらゆる戦略的手段が指向する中心点となる。どのような国家でも国家の生存と安全保障こそが死活的利益（vital interest）であるが、背景となる国際情勢や国内の政治情勢によって目的はさまざまな意味内容を持つ。大戦略の課題はこの政治的に決定される目的から具体的な目標を導き出すことであり、それは国益と脅威を明確化することを意味する。戦略家は国内の政治情勢からこの作業を進めるが、一般に国益に関する異なる見解は競合しながら並存している。しかもその戦略目標は常に流動的でありうる。ウィリアム・マーレーとマーク・グリムズリーが戦略の形成過程に関する研究の中で、大戦略が不確実性、曖昧性、偶然性の中で形成されていることを論じている。そして、地理、歴史、世界観、経済的要因、政府・軍事組織が戦略を決める重要な要因となっていると述べている。
まず大戦略の大前提として定義されるの行動の指針は国家基本利益（The national interest）により規定される。これは普遍的かつ永続的な国家活動の目的であり、国是や国家価値とも呼ばれる。これは抽象的な国家の安全、個人の自由、戦争・戦争の脅威排除、生活水準の向上などとしてまとめられているが、国益（National interest）として政府首脳により政治的に明確化される。国益を確保、または保持するための国家目的（National objectives）が定められ、ここで戦争の防止、国土防衛、地域的安定、友好国との団結、または戦争の勝利などが挙げられる。この国家目的を達成するための活動方針として定められるのが国家政策（National policies）である。政治や外交、軍事、経済、心理などの諸力をまとめあげる。そして大戦略はこの国家政策を実施する上で競合する他国に対処しながら諸力を効果的に活用する計画として定まり、その下で軍事戦略などが策定される。

### 戦略手段
大戦略で次に問題となるのは政策を実施するための手段である。国家の権力資源は外交交渉、軍事同盟、宣伝活動、国際法、貿易取引、経済制裁、武力行使など様々な局面に反映され、大戦略は直接的にそれら国力を創造し、管理し、運用するよう指導する。しかしジョン・コリンは国力といっても軍事力がいくつかある要素の一つに過ぎないことに注意を促している。彼は軍事戦略が武力行使を通じた勝利の追及である一方で、大戦略において戦争の勝利と同等に平和の維持が重要であることを指摘する。そして大戦略が軍事戦略を管理し、それを一つの要素として扱うものであると述べている。さらにエドワード・ルトワックは大戦略で扱うものは顕在的な能力だけでなく、潜在的な能力をも含み、両者はトレードオフの関係にあることを指摘している。大戦略の手段として動員可能な軍事力や経済力の基盤には人口規模、技術発展、教育水準などがある。
大戦略は政治力、経済力、心理力、軍事力の4種類の国力を発展し、また運用するものである。政治力は国民性、国家の安定性、政治的リーダーシップ、そして国民の全般能力などに規定される。次に経済力は国家の利用可能資源、産業、交通網、国際貿易、戦時耐久性などに規定される。心理力は国民の団結、社会的安定、国家機構の性格と活力、また愛国心、国民士気、忍耐力、奉仕精神などで規定される能力であり、また外国政府や外国国民の了承や援助をも含む。最後に軍事力は兵員数や装備数、資源、工業能力、人口、国民士気などに規定される。大戦略では運用されるこれら諸能力をどのように組合せる戦略が最適であるかを問題として、相手国が保持する能力をも考慮しながら最適化を追求する。これら種類の手段はトレードオフの関係にあるために、相手国に対して優位を確保するためには集中的な国力開発が必要でありながらも、政治力と心理力、経済力と軍事力などは相互に依存している能力であるために、均衡のとれた国力開発が求められる。

## 事例研究
ペロポネソス戦争
アテナイは当時、最強の海軍を持ち、古代ギリシアの周辺部の重要な港をいくつも支配していた。スパルタとペロポネソス同盟は強力な陸軍を持ち、古代ギリシャの心臓部ともいえる地域を支配していた。アテナイの急速な成長を恐れたスパルタによってペロポネソス戦争が始められた。国内に多くの被抑圧民を抱えるスパルタには長期間の遠征が無理だったため、直接アテナイを攻略する戦略をとった。一方、アテナイの指導者ペリクレスは籠城戦を選んだ。陸戦を耐え抜いて得意の海戦でスパルタを圧倒する作戦だった。
イギリス帝国の海の支配
イギリス帝国は、その歴史の大部分で、「maritime」または「blue water」大戦略と呼ばれるものを追求した。この戦略の中心となるのは、海―特にイギリス海峡と北海―を支配するための強力な海軍の整備であり、これは帝国を侵略から守ることにもなった。そのため、イギリス帝国は、植民地において水陸どちらの作戦にも使われうるわずかな陸軍しか必要としなかった。この大戦略は英国が、海軍より負担が大きくなりがちな大規模な陸軍を常設するのに必要な負担をなくしただけでなく、主な海上交通路の支配を通じた貿易を後押しすることにもなった。
第二次世界大戦
現代の大戦略の典型的な例は、第二次世界大戦での、連合国による、まずドイツを破ることに集中するという決定である。これは真珠湾攻撃によってアメリカ合衆国が参戦した後になされた共同協定である。ドイツが枢軸国でもっとも強力であり、イギリスとソビエト連邦の存続を直接脅かしていたためになされた。反対に日本の真珠湾攻撃により開戦した太平洋戦争は、大衆の注目を集めていたが、ほとんどが計画立案者や政策決定者にとっては必要性の低い植民地地域におけるものだったため、太平洋戦争での連合軍の具体的な戦略は、戦域司令官に与えられた少ない戦力で組み立てられた。
冷戦時代の封じ込め政策
冷戦では、より近年の大戦略の例である、アメリカ合衆国による封じ込め政策がなされた。
中国人民解放軍の規模縮小
軍事要素と経済要素の双方を組み入れた大戦略の例で、1980年代初頭の中華人民共和国の指導部は、人民解放軍の規模を縮小し、より多くの資源を民間に使えるようにした。これは民間経済の成長が、将来、軍備の近代化を助けるだろうと考えてなされた。